# دراکولا ۴: سایه اژدها
دراکولا ۴: سایه اژدها (انگلیسی: Dracula 4: The Shadow of the Dragon) یک بازی ویدئویی ماجراجویی گرافیکی تک‌نفره برای سکوهای ویندوز، اواس ده، آی‌اواس و اندروید می‌باشد که توسط کالاباس استودیو توسعه و میکروییدز نشر پیدا کرده‌است.
این بازی قبل از دراکولا ۵: میراث خون (۲۰۱۳) می‌باشد.

## خلاصه داستان
بازی با صحنه یک سونامی که یک کشتی باری حاوی مجموعه‌ای گرانبها از پانزده نقاشی را در مسیر انگلستان به موزه هنر متروپولیتن در خود غرق می‌کند آغاز می‌شود. کشتی و تمامی مجموعه همراه با مالک آن، پروفسور وامبری، ناپدید می‌شوند. سپس صحنه به تونلی پر از آب می‌رود که به اتاقی ستون‌دار منتهی می‌شود، جایی که یک چهره تاریک خطاب به "الن" می‌گوید "سایه در حال نزدیک شدن است."  
الن کراس، مرمت‌کار آثار هنری که برای موزه متروپولیتن کار می‌کند، در آپارتمانش در نیویورک با صدای زنگ تلفن از خواب بیدار می‌شود. در تماس تلفنی به او از ناپدید شدن مجموعه وامبری خبر می‌دهند. در صحنه بعد، الن را نزد پزشک خود می‌بینیم؛ او از یک اختلال خونی بسیار نادر رنج می‌برد و پزشک به او اطلاع می‌دهد که داروی نگهدارنده حیاتش دیگر تولید نمی‌شود. پزشک آخرین ذخیره دارو را به او می‌دهد و الن عهد می‌بندد تا آخرین لحظه زندگی خود را به کامل‌ترین شکل ممکن بگذراند.  
چند ماه بعد، فیلیپس، مدیر موزه، به او اطلاع می‌دهد که یکی از نقاشی‌های گمشده احتمالاً در یک حراجی خصوصی در بوداپست ظاهر شده است و او را مأمور می‌کند تا اصالت آن را بررسی کند.